# Post-Courier
Der Post-Courier ist die älteste Tageszeitung Papua-Neuguineas. Der überregionale, englischsprachige Post-Courier erscheint von Montag bis Freitag. Die Zeitung wurde 1969 gegründet, und wird in ganz Papua-Neuguinea vertrieben. 2011 hatte sie eine Auflage von 26 262 verkauften Exemplaren, Anfang der 1990er Jahre waren es noch über 36 000 Exemplare.
46 Prozent der Zeitung gehören News Limited, dem australischen Tochterunternehmen von Rupert Murdochs News Corporation. Herausgeber des Post-Courier ist South Pacific Post Limited in Port Moresby. Es gibt eine Online-Ausgabe.